# Phaeotrichoconis crotalariae
Phaeotrichoconis crotalariae är en svampart som först beskrevs av M.A. Salam & P.N. Rao, och fick sitt nu gällande namn av Chirayathumadom Venkatachalier Subramanian 1956. Phaeotrichoconis crotalariae ingår i släktet Phaeotrichoconis, divisionen sporsäcksvampar och riket svampar.   Inga underarter finns listade i Catalogue of Life.